# Lindrig kognitiv störning
Lindrig kognitiv störning (MCI) innebär gradvis försämring av närminnet.
Det är en subjektiv och objektiv försämring av minnet. Det innebär en nedsatt förmåga av minne, språk, orientering, igenkänning och räkneförmåga. Dessa förlorade förmågor sitter alla i närminnet.  MCI är en kognitiv nedsättning och det kan bero på många olika tillstånd.
1/3 del är reversibla 1/3 avstannar det och blir inte värre. 1/3 utvecklar olika demenssjukdomar.  Alzheimers, MCI är inte att förväxla med vanliga minnessvårigheter som många vuxna drabbas av när de kommer lite upp i åren. Med testet Kognitiva Screeningbatteriet (KSB) kan man finna tecken till tidigt demenssjukdom och man kan på så sätt avgöra huruvida en person är drabbad MCI eller endast lider av vanlig sänkt minnesförmåga på grund av hög ålder.
Det finns ingen registrerad behandling för MCI. Man kan dock, med en tydlig struktur för arbetet med den drabbade, minska eventuella konsekvenser som den kognitiva nedsättningen kan leda till.